# Roboz József
Roboz József, Rosenberg Jónás (Dunapataj, 1864. május 22. – Kolozsvár, 1908. április 7.) magyar gyógypedagógus, a magyarországi logopédia úttörője.

## Élete
Rosenberg Jakab és Hoffmann Mária fia. Életútja rendkívül gazdag, azonban felfelé ívelő pályáján váratlanul törés következett be, és mindössze 35 éves volt, amikor visszavonulásra kényszerült. A temesvári siketnémák intézetébe helyezték, majd 44 évesen Kolozsváron egy elmegyógyintézetben halt meg.

## Munkássága
Ő az, aki elsőként kezdett hozzá logopédiai szervező munkához és egyúttal a magyar logopédia alapjainak lerakásához.
1885-ben Aradon a siketnémák részére magániskolát létesített. 1885-től a siketnémák váci országos intézetének igazgatója és a gyógypedagógiai intézetek országos szakfelügyelője. 1891. szeptember 15-én Aradon megnyitotta Orthophonikus Intézetét, mely az első logopédiai intézet volt Magyarországon. Roboz életkorra való tekintet nélkül minden beszédsérült ellátására vállalkozott. A beszédbeli fogyatékosságban szenvedők (dadogók, hebegők, selypítők, stb.) kezelése kétoldalú volt, ún. orvosi (terapeuticus) és nevelő-tanító (didactikus). Székely István gége-orvos végezte a "therapeuticus" kezeléseket, Roboz József pedig a "didacticai – cursusokat" vezette.
A beszédzavarok szakszerű gyógykezelésében úttörő munkásságot végzett. A nagyszámú beszédhibás gyermek ellátásának igénye nyomán már ekkor megfogalmazódott a beszédjavítással foglalkozó szakemberek képzésének szükségessége. 1894-ben a kultuszkormány felfigyelt Roboz munkásságára és törekvéseire. Báró Eötvös Loránd kultuszminiszter megbízta, hogy szervezze meg és vezesse "A dadogók és hebegők gyógytanfolyamát" Budapesten.
Wlassics Gyula kultuszminiszter megbízására elsőként, 1896-ban szervezte meg, indította el és vezette 6 hetes, "Dadogók és hebegők oktatására képesítő szünidei tanfolyamát" tanárok, tanítók részére. Kidolgozta a képesítő tanfolyam programját is. 1897-ben és 1898-ban vezette a képzéseket, azonban ezeket már Vácott. A Roboz-féle képesítő tanfolyamokon kiképzett logopédusok kezdeményezésére a vidéki városokban is megkezdték működésüket a gyógytanfolyamok. Ezen tanfolyamok Pécsett, Hódmezővásárhelyen, Zomborban, Nagyszebenben, Nyíregyházán, Vácott, Székesfehérváron, Máramarosszigeten valósultak meg.
A dadogók és hebegők gyógytanfolyamát 1898-ig vezette, közben 1895-ben a siketnémák váci intézetének igazgatója, s ott egyben a siketnémák oktatására képesítő tanítóképző-tanfolyam vezetője volt 1899-ig, amikor Temesvárra helyezték. A Magyar Gyógypedagógia című folyóirat elindítója és szerkesztője 1898-ban.

## Főbb művei
- A siketnéma-oktatás, és ennek megalapitói (Arad, 1886) Online
- Az írva-olvasás módszere Psychológiai alapon (Melléklet a Kalauz V. évfolyamából, 1891.)
- A dadogás gyógyítása (Singer és Wolfner, Budapest, 1894., Kalauz 1895/8. 78. 1, 1895.)
- Módszeres beszéd- és olvasási gyakorlatok dadogók számára (Magyar Királyi Egyetemi Nyomda Budapest, 1895., 1909.)
- Jegyzetek a dadogók és hebegők oktatására képesítő tanfolyamon (1896.)
- A vakok oktatásának fontosabb kérdéseiről (Lampel, Budapest, 1896)
- Olvasó- és nyelvgyakorlókönyv siketnémák számára (Egyetemi., 1897.)
- Olvasó és gyakorlókönyv siketnémák számára (Tud. Egy. Nyomda 1897.)
- Közvetlen érintkezés nyelve a siketnémák oktatásának alsó fokán (Vácz, Mayer 1897.)
- A gyengetehetségűek oktatása (Lampel, Budapest, 1898) Online
- A beszédhibák és tanítóképző intézeteink (Magyar Gyógypedagógia 155-153. o., 1898.)
- A beszéd hibáiról (W. Preyer: Die Seele des Kindes c. művéből fordítás - Magyar Gyógypedagógia, 1898./1.– 2. )
- Mi a dadogás és hogyan lehet rajta segiteni? (Csendes, Temesvár, 1900) Online